# 2007年J1最終節
2007年J1最終節（2007ねんJ1さいしゅうせつ）は、2007年12月1日に行われた日本プロサッカーリーグ（Jリーグ）ディビジョン1 (J1) 第34節のことを指す。なお、本項では特に優勝の可能性があった浦和レッズ（浦和）と鹿島アントラーズ（鹿島）の2チームの試合について記す。

## 最終戦までの経緯
この年は7月に東南アジア4カ国で開催されたAFCアジアカップ2007の為の中断期間があり、ガンバ大阪（G大阪）が首位、勝ち点差4の2位で浦和が追う状況で中断期間に突入した。再開後は第20節でG大阪との直接対決を制した浦和が4連勝を挙げ、第21節で首位に立つ。また、一時は15位にまで順位が落ちた鹿島も、小笠原満男がイタリアから復帰すると状態を持ち直し、優勝争いに名を連ねる。
浦和はその後も勝ちを積み重ね首位を独走し、第30節終了時点で2位G大阪に勝ち点7、3位鹿島に勝ち点8の差を付け、第31節にも優勝が決まる状況になる。また浦和は、並行して行われていたAFCチャンピオンズリーグ (ACL) でJリーグ勢初の優勝を決める。
ところが、浦和はここからACLとの過密日程の影響もあってチーム状態が一気に下降、第30節から3試合連続引き分けともたついてしまう。一方の鹿島は、第26節から第32節までの7連勝で2位に浮上し、浦和との勝ち点差を4にまで縮めた。それでも浦和は第33節での鹿島との直接対決に勝てば無条件、引き分けでも勝ち点5差の3位G大阪が勝てなければ優勝決定であったが、ホームで鹿島に0-1で敗れ、勝ち点差はついに1になって最終節を迎える。なおG大阪は第33節でヴィッセル神戸とホームで1-1で引き分け、首位浦和との勝ち点差が4となり、優勝の可能性が消滅した。
| 順 | チーム           | 試 | 勝 | 分 | 敗 | 得 | 失 | 差  | 点 |
| -- | ---------------- | -- | -- | -- | -- | -- | -- | --- | -- |
| 1  | 浦和レッズ       | 33 | 20 | 10 | 3  | 55 | 27 | +28 | 70 |
| 2  | 鹿島アントラーズ | 33 | 21 | 6  | 6  | 57 | 36 | +21 | 69 |
| 3  | ガンバ大阪       | 33 | 19 | 9  | 5  | 69 | 35 | +34 | 66 |

最終更新は2007年11月24日の試合終了時
出典: J. League Data Site
順位の決定基準: 1. 勝点; 2. 得失点差; 3. 得点数.

## 最終節

### 概要
最終節の組み合わせは以下の通り（太字は優勝の可能性があるチーム）。
- 横浜FC - 浦和レッズ （日産スタジアム）
- 鹿島アントラーズ - 清水エスパルス （カシマスタジアム）

※左側がホームチーム。
浦和と鹿島の間に得失点差が7あったため、優勝条件は事実上、「鹿島勝利・浦和引分（以下）」の場合のみ鹿島優勝、それ以外の場合は浦和が優勝という状況であった。最終節の浦和の相手は当時J1史上最速となる残り5試合でのJ2降格がすでに決定し、第13節大分トリニータ戦以降20戦未勝利（3分17敗）の横浜FCであったため、アウェー戦とはいえ浦和の優勝は確実とまで言われた。

### 前半
最下位で既にJ2降格の決まっている横浜FCが相手の浦和だったが、いざ始まってみると緊張と疲労のためか、いつも通りのプレーができない。そして前半17分、FW三浦知良のスルーパスから最後はMF根占真伍に決められ横浜FCに先制点を与えてしまう。
横浜FC 1-0 浦和 
鹿島 0-0 清水
その直後、今度はカシマで試合が動く。前半20分、カウンターの流れから左サイドからのDF石神直哉のクロスボールを合わせにいったFWマルキーニョスが清水DF高木和道に倒されたとの判定で鹿島にPKが与えられる。これをMF小笠原満男がきっちり決め鹿島が先制する。しかし、試合展開そのものは両者拮抗した展開であった。
横浜FC 1-0 浦和 
鹿島 1-0 清水
この時点で順位が入れ替わり、鹿島が首位に立った状態で前半が終了する。

### 後半
後半3分、鹿島ゴール前の空中戦からのこぼれ球をペナルティエリアの外・ゴール正面にいた鹿島MF本山雅志が拾い、そのままミドルシュート。これが決まって鹿島が追加点を挙げる。
横浜FC 1-0 浦和 
鹿島 2-0 清水
その後清水も決定機を作り出すが決めきれず、逆に鹿島は後半13分、鹿島GK曽ヶ端準のクリアボールがそのまま相手陣まで流れ、FW田代有三が受けると、そこに走り込んできたFWマルキーニョスにパス、マルキーニョスは相手DF3人の体勢を崩してゴールに流し込み3点目。逆転優勝に向け勝利をほぼ決定づける。
横浜FC 1-0 浦和 
鹿島 3-0 清水
鹿島の勝利が決定的となったため、優勝のためには事実上勝つしかなくなった浦和であったが、怒涛の攻めで何回も決定機を作るも、GK菅野孝憲を中心とした横浜FCの守備陣に全て阻まれゴールを決められない。
カシマスタジアムの試合が1分ほど早く終わり、鹿島は清水に3-0で勝利。その直後に日産スタジアムも試合終了し、浦和は0-1で敗戦。
この結果、鹿島が最終節が終了した時点で初めて首位に立つという奇跡の逆転劇で6年ぶり5度目のリーグ優勝を果たし、通算10冠目となるタイトルを獲得した。
| 順 | チーム               | 試 | 勝 | 分 | 敗 | 得 | 失 | 差  | 点 | 出場権または降格                      |
| -- | -------------------- | -- | -- | -- | -- | -- | -- | --- | -- | ------------------------------------- |
| 1  | 鹿島アントラーズ (C) | 34 | 22 | 6  | 6  | 60 | 36 | +24 | 72 | ACL2008グループステージの出場権を獲得 |
| 2  | 浦和レッズ           | 34 | 20 | 10 | 4  | 55 | 28 | +27 | 70 |                                       |

最終更新は2007年12月1日の試合終了時
出典: J. League Data Site
順位の決定基準: 1. 勝点; 2. 得失点差; 3. 得点数.

### 試合データ
| 2007年12月1日 14:34 |

| 横浜FC        | 1 - 0    | 浦和レッズ |
| 根占真伍 17分 | 公式記録 |            |

| 日産スタジアム 観客数: 46,697 人 主審: 吉田寿光 |

| 2007年12月1日 14:34 |

| 鹿島アントラーズ                                      | 3 - 0    | 清水エスパルス |
| 小笠原満男 20分 · 本山雅志 48分 · マルキーニョス 58分 | 公式記録 |                |

| 県立カシマサッカースタジアム 観客数: 31,384 人 主審: 西村雄一 |